# 시각

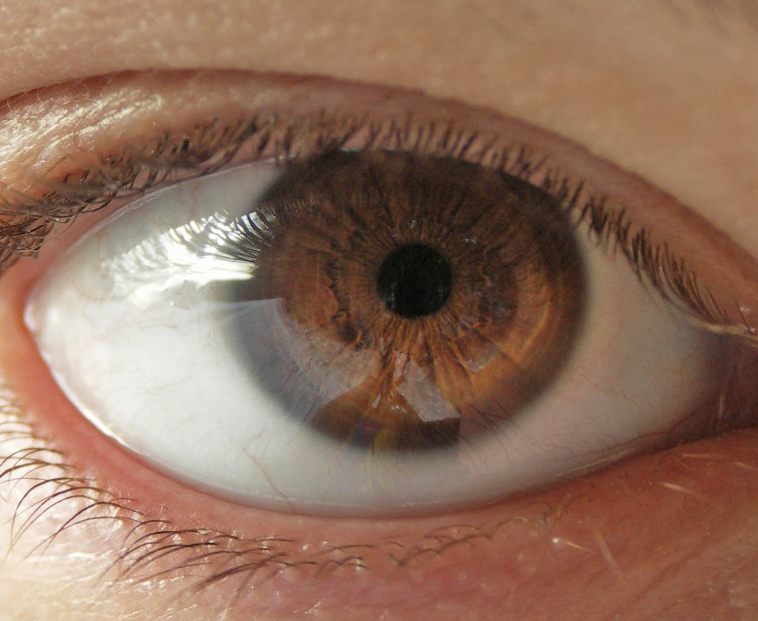
인간의 눈

시각(視覺, visual perception)은 빛을 통해 주위 환경을 받아들이고 해석하는 능력이다. 빛은 사물에 반사되거나, 직접적으로 방출됨에 따라 환경에 대한 정보를 갖고 있다. 특정 대역의 빛은 광수용체에서 생리적인 신호로 변환된다. 대부분의 동물의 경우 기관 중 하나인 눈을 통해 빛이 가지고 있는 주위 환경의 정보를 활동전위로 변환시킨다. 이렇게 주위 환경에 대한 정보를 전달받는 것을 해석하는 것을 시각 인지(visual perception)이라고도 한다.

## 생리학적 관점
유글레나와 같은 단세포 생물들의 경우 안점(eyespot)을 통해 빛을 받아들여 세포내 신호전달과정을 통해 반응한다. 조직단위 이상의 생리학에서는 시각계, 즉 눈의 구조와 시각정보의 전달과정을 주요 관심사로 다룬다.

### 시각계
인간을 비롯한 포유류 등의 고등생물에서는, 각막을 통해 들어온 빛이 수정체에서 굴절되어 유리체를 통과하고 망막에 상이 맺힌다. 이렇게형성된 상은 망막의 광수용체, 즉 원추세포와 간상세포 등에서 활동전위로 변환된다. 인간의 경우 일반적으로 파장이 370 nm ~ 730 nm 구간에 있는 빛을 인지하는데, 사람이 볼 수 있다하여 이 빛을 가시광선이라 한다.
외부 환경에 대한 정보가 신경 세포 내로 전달되기 시작한다. 이후 시각 신경절을 통해 통합된 정보는 시신경을 통해 시상의 외측슬상핵(LGN)으로 전달된다. 이후 시각피질로 전달된다. 시각 정보는 중간뇌의 위둔덕(superior colliculi)로도 신호가 전달되어 전정기관과의 조율도 이루어진다.
시각피질 중 신호를 가장 먼저 받는 피질은 일차시각피질(V1)이다. 이후 시각정보는 뇌에서 배측경로와 복측경로의 두가지 경로로 나뉘어 흐른다는 것이 전통적인 견해이다. 배측경로의 경우 두정엽으로 신호가 전달되는데, 여기서 공간적인 정보가 처리되어 공간감의 지각을 돕는다. 복측경로의 경우 측두엽으로 신호가 전달되는데, 여기서 의미론적인 처리가 이루어진다.

## 이론

### 초기
클라우디오스 프톨레마이오스, 에우클레이데스 등은 눈에서 나오는 무형의 선을 어떤 물체가 가리게 될 경우 그 물체를 인지하는 방식으로 시각이 작동한다고 보았다. 아리스토텔레스와 갈레노스는 물체에서 발산되는 무언가가 눈에 들어옴으로써 시각이 작동한다고 보았는데, 이는 실제 눈이 물체를 인식하는 원리와 비슷하다. 실험적으로 유도된 이론은 아니었지만, 아이작 뉴턴과 존 로크 등 18세기 영국의 학자들은 이 이론을 지지하였다.
이들 중 아이작 뉴턴은 실험을 통해 아리스토텔레스의 시각론을 뒷받침할 근거를 얻었다. 뉴턴은 프리즘을 통해 빛에 여러 종류의 색이 혼합되어있다는 사실을 밝혀내어 물체에서 반사된 빛이 눈에 들어옴으로써 색채를 인식하게 된다는 추정을 가능케 하였다.

### 현대
헤르만 폰 헬름홀츠로부터 현대의 시각 인지 연구가 출발했다고 보는 것이 일반적이다. 헬름홀츠는 1867년 눈을 분석한 결과 눈으로는 인간이 현재 보고 있는 것처럼 완벽한 시각을 구현해낼 수 없으며, 따라서 "무의식적 추정"이라는 방법을 통해 현재의 시각이 발생한다고 주장했다. 뇌가 불완전한 시각 정보들을 과거의 경험을 바탕으로 재구성하여 현재 보는 시각을 만들어낸다는 이론이다.
우리가 익숙한 자극과 다른 종류의 자극이 들어올 경우 어색함을 느끼는 것이 무의식적 추정의 결과이다. 거꾸로 된 얼굴, 바닥에서 바라본 물체, 밑에서 비추는 빛 등의 자극에 대해 어색함을 느끼는 것이 대표적인 사례이다.
1930년대와 1940년대에는 게슈탈트 심리학이 부흥하며 시각에 새로운 해석의 여지를 부여한다.
1960년대에는 안구의 움직임을 추적하는 기술이 개발되며 안구의 움직임에 대한 연구도 이루어진다. 책이나 그림을 볼 때 시야가 어떻게 움직이는지에 대한 연구가 대표적이다.
안면인식장애를 가진 사람이 물체는 수월하게 구분할 수 있다는 사실로부터 얼굴과 물체를 인식하는 원리가 서로 다르다는 것도 알게되었다. fMRI나 전기생리학적 기술을 통해 두 방식이 뇌에서도 구분되어있음이 밝혀졌다.

## 심리학
심리학에서는 인간의 눈이 사물을 인지하는 기본적인 기준으로 색채 지각, 깊이 및 거리의 지각을 제시하고 있다. 색채지각을 통해 색상을 구분하며 상대적 기준에 의해 판단되는 깊이 및 거리 지각으로 사물의 모양, 크기, 멀고 가까움을 구분한다.

### 깊이 및 거리의 지각의 상대적인 기준
- 중첩: 두개의 사물이 겹쳐 보이면 가려져 있는 것이 멀리 있다고 판단한다.
- 상대적 크기: 동일한 모양의 사물들이 있다면 작은 것이 멀리 있다고 판단한다.
- 상대적 높이: 동일한 모양의 사물들이 있다면 시야에 들어오는 각도가 큰 것이 높다고 판단한다.
- 표면의 겉: 겉을 이루는 무늬가 촘촘할수록 멀다고 판단한다.
- 크기에 대한 친숙성: 익숙한 물건으로 크기를 판단한다.
- 직선조망: 곧게 뻗은 길 옆의 가로수는 마주 보는 사이가 짧을수록 멀다고 판단한다.
- 대기조망: 주변의 풍경을 보며 흐릿하게 보이는 것이 멀리 있다고 판단한다.
- 운동단서: 차를 타고 가며 보이는 빠르게 지나가는 가로수가 천천히 지나가는 것보다 가까이 있다고 판단한다.

### 체계화

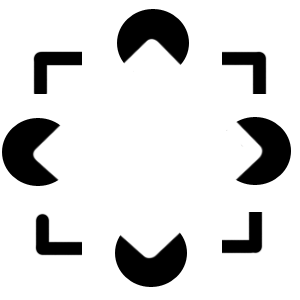
주관적 윤곽현상

인간은 눈으로 본 것을 이해 하기 위해 본 것을 해석한다. 오른쪽 그림을 보고서 두 개의 사각형이 있다고 인지하는 것을 주관적 윤곽현상이라고 한다. 이와 같이 인간은 자신이 본 것을 종합적으로 인식하려는 경향이 있다.

### 착시
인간의 시각은 상대적 기준에 따라 사물을 인지하므로 특정한 조건에서 여러 가지 착시 현상을 겪는다. 주관적 윤곽현상 역시 착시의 일종이다. 판화가 마우리츠 코르넬리스 에셔처럼 착시 현상을 이용한 예술작품을 남긴 사람들도 있다.

## 시각 예술
시각을 주요 매체로 하는 예술을 시각 예술이라 한다. 미술은 시각 예술중 가장 오래된 분야이자 주된 분야로 종종 시각 예술과 같은 것으로 여겨져 왔다. 그러나, 최근들어 설치 미술, 비디오 아트, 퍼포먼스 아트 등의 다양한 분야가 생겨나 시각 예술은 점차 시각을 주요 매체로 하는 종합 예술이 되어가고 있다.

## 시각의 하위 감각
- 색각: 색을 인지하는 시각이다.
- 양감: 사물의 모양을 인지하는 시각이다.
- 원근감: 멀고 가까움을 인지하는 시각이다.
- 질감: 표면의 재질을 인지하는 시각이다.

## 같이 보기
- 색채 지각
- 색각 이상
- 시력
- 육안
- 눈병